# Thirteen Women
Thirteen Women ist ein Kriminalfilm aus dem Jahr 1932, der Elemente aus dem Horrorgenre aufnimmt. In seiner Schilderung von systematischen Morden an einer Gruppe von jungen Frauen nimmt der Film einige Motive der Slasherfilme späterer Jahrzehnte vorweg. Aufgrund umfangreicher Kürzungen sind es entgegen dem Titel in der Endfassung insgesamt nur zehn Frauen, die um ihr Leben bangen müssen. Die weibliche Hauptrolle spielt Irene Dunne. Myrna Loy absolvierte einen ihrer letzten Auftritte als Asiatin.

## Handlung
Eines Tages erhält die bekannte Trapezartistin June Rascob einen Brief des bekannten Wahrsagers Swami Yogadachi, in dem er den baldigen Tod ihrer Schwester May Rascob ankündigt. June ist durch die Nachricht so schockiert, dass sie während des gemeinsamen Trapezauftritts unaufmerksam wird und ihre Schwester tatsächlich umkommt. June wird daraufhin wahnsinnig und begeht kurze Zeit später in der Irrenanstalt Selbstmord. Zeitgleich erhalten auch eine weitere Anzahl von Frauen, die früher mit June alle Schülerinnen an der bekannten Privatschule St. Albans waren, Horoskope von Swami Yogadachi, die ihnen schreckliche Todesfälle vorhersagen. Eine junge Frau wird darüber derart verstört, dass sie, wie vorhergesagt, ihren Ehemann erschießt. Helen Frye wird vorhergesagt, sie würde noch vor Weihnachten Selbstmord begehen. Nachdem noch etliche andere Frauen unter den Fluch der Horoskope gefallen sind, wendet sich Helen an Laura Stanhope, die damalige Schülersprecherin. Laura lädt Helen, die letzte Überlebende von damals, zu sich nach Beverly Hills ein. Auf der Zugfahrt trifft Helen auf Ursula Georgi, eine Halbinderin, die seinerzeit ebenfalls St. Albans besucht hat. Damals wurde Ursula von den anderen Mädchen schlecht behandelt. Sie hat Rache geschworen und dazu Swami Yogadachi verführt und schließlich hypnotisiert, um nacheinander alle Mädchen für ihre frühere Missachtung zu bestrafen. Auch jetzt gelingt es Ursula, Helen so zu manipulieren, dass sie sich noch am selben Abend in ihrem Abteil eine Kugel in den Kopf schießt. Als die Nachricht von Helens Tod Laura erreicht, ist sie tief betroffen. Sie wird allmählich unsicher, ob die Aussage in ihrem Horoskop, wonach ihr kleiner Sohn bald sterben wird, am Ende doch der Wahrheit entsprechen könnte. In letzter Sekunde kann sich Laura, die fast auch von Ursula hypnotisiert worden wäre, befreien und der Übeltäterin das Handwerk legen. Sergeant Barry Cline ist ihr dabei eine große Hilfe.

## Hintergrund
Die Bücher von Tiffany Thayer – trotz des missdeutigen Vornamens ein männlicher Autor – erfreuten sich zu Beginn der 1930er großer Beliebtheit dank ihrer für die damalige Zeit sehr freizügigen Schilderung von Sex und Gewalt. Während die meisten etablierten Kritiker seine Werke als Kolportage abtaten, erlebten sie Auflagen in Millionenhöhe. Der Erfolg zog auch einige Verfilmungen nach sich, doch gestaltete es sich für die Drehbuchautoren als schwer bis unmöglich, die mitunter drastischen Beschreibungen von sexueller Hörigkeit, die ein Markenzeichen von Thayers Büchern waren, in eine gefälligere Sprache umzusetzen. Besonders bei der Adaption von Call Her Savage mussten etliche Handlungsstränge, die sich mit Inzest, Drogensucht und Geschlechtskrankheiten befassten, auf Druck des Zensors fallengelassen werden.
Bei der Filmbearbeitung von Thirteen Women, einem Kriminalroman, der mehr oder weniger detailreich 12 blutige Verbrechen schildert, mussten zahlreiche Streichungen und Anpassungen vorgenommen werden. Im Roman ist die Figur Hazel Cousins eine unglücklich verheiratete Frau, die von einer Lesbe (im Roman wird die lesbische Frau als Dyke bezeichnet) verführt und sitzengelassen wird. Am Ende verfällt Hazel dem Wahnsinn und stirbt an gebrochenem Herzen. Im Film leidet die Figur an einer Krankheit, die sich durch die Manipulationen von Ursula verschlimmert und den Tod herbeiführt. Der Film war eine der ersten Produktionen, die David O. Selznick in eigener Verantwortung begleitete, seit er Mitte 1932 zur RKO gewechselt war. Um die nachfolgenden Geschehnisse glaubhafter zu gestalten, wird im Vorspann ein Zitat aus der damals angesehenen Fachzeitschrift Applied Psychology angeführt, in dem von der Kraft der Suggestion gesprochen wird.
Die Dreharbeiten verliefen problematisch und führten zu einer erheblichen Überschreitung des Budgets. Die Rolle der intriganten Ursula wurde zunächst mit Zita Johann besetzt, ehe sie nach einigen Tagen gegen Myrna Loy ausgetauscht wurde. Für Loy bedeutete der Film zunächst einen erneuten Rückschritt in ihrer bislang wenig erfolgreichen Karriere. Seit ihrem Debüt 1925 als Statistin in Die Revue schöner Frauen war Loy meist nur in Nebenrollen zu sehen gewesen. Ihr exotisches Aussehen veranlasste die Produzenten, die Schauspielerin immer wieder als Angehörige fremder Ethnien einzusetzen. Mit der Zeit wurde Loy zu einer der bekanntesten Darstellerinnen von Asiatinnen. Allerdings erkannte David O. Selznick das Potential von Myrna Loy und gab ihr unmittelbar im Anschluss eine Nebenrolle in dem Ann Harding Film The Animal Kingdom, in dem Loy ihr Talent für leichte Komödie unter Beweis stellen konnte.
Die Schauspielerin sah den Film einige Jahrzehnte später im Rahmen einer Ehrung und meinte zu ihrem mörderischen Treiben auf der Leinwand:

„Die Einzige, die mir entkam in dem Film war Irene Dunne und ich habe das später jedes Mal bereut, wenn sie eine Rolle bekam, die ich gerne spielen wollte.“

Selznick ließ den Film nach desaströsen Previews von ursprünglich 74 Minuten auf 59 Minuten kürzen. Dabei wurden auch drei Figuren herausgeschnitten, so dass es am Ende nur noch um zehn Frauen ging und nicht wie im Titel, um 13. So wurden die Rollen der Schauspielerinnen Phyllis Fraser, Betty Furness und Julie Haydon ganz herausgestrichen. Die Schauspielerin Peg Entwistle, die in Thirteen Women ihre einzige Rolle spielte, sprang einige Monate später in den Tod, indem sie sich von dem Hollywood Sign in die Tiefe stürzte. Auch Entwistles Rolle war von den Kürzungen betroffen, und die schlechten Kritiken für Thirteen Woman waren ihrer beginnenden Filmkarriere nicht förderlich. Schon vor der Premiere beendete RKO ihren Vertrag mit Entwistle, und diese schlechten beruflichen Perspektiven sollen zu ihrem berühmt gewordenen Suizid beitragen haben.
Der Film wurde solange vom Verleih zurückgehalten, bis Irene Dunne durch ihre Rolle in Back Street ihre Zugkraft an der Kinokasse konsolidieren konnte. Aus heutiger Sicht enthält der Film mit seiner Grundprämisse bereits Elemente der späteren Slasherfilme. Die damaligen Zuschauer fanden Thirteen Women jedoch zu grausam und unlogisch, um aus dem Film einen finanziellen Erfolg zu machen.

## Kritiken
Die Kritiker fanden keine guten Worte für den Film.
Die New York Times meinte lakonisch:

„Einige von RKO-Radios hübschesten Schauspielerinnen haben es zugelassen, in völlig unglaubwürdige Situationen gelockt zu werden mit Schusswaffen, Messern und geheimnisvollen Briefen unterschrieben von Swami Yogadachi. Es ist Horror ohne Lachen, Horror, der zu schrecklich ist um modisch zu wirken und zu dunkel, um sich vor dem Absturz in Unfug zu retten.“

Das führende Branchenfachblatt Variety kam inhaltlich zum selben Ergebnis, wenn auch mit einer anderen Begründung:

„Zwischen den Buchdeckeln war es schnelle und einfache Lektüre auch dank des Schreibstils, doch auf der Leinwand verkommt alles in ein unglaubwürdiges, abstruses Schlachthausdramas, das auch gute Schauspieler nicht retten können.“